# Defending the Throne of Evil
Defending the Throne of Evil – szósty album studyjny norweskiej grupy black metalowej Carpathian Forest wydany 25 marca 2003 nakładem wytwórni Season of Mist.
Płyta ta jest swego rodzaju odmianą w dyskografii zespołu. Odrzucili wiele punkowych riffów oraz rzeczy, z którymi dotychczas się utożsamiali. Postanowili powrócić do klasycznego black metalu, z mocnym naciskiem na symfoniczną wersję tego gatunku, o czym świadczy częstość używania klawisza. Za przykład może posłużyć piosenka "The Old House on the Hill".

## Lista utworów
Opracowano na podstawie materiału źródłowego.
| Nr  | Tytuł utworu                         | Długość |
| --- | ------------------------------------ | ------- |
| 1.  | „It's Darker Than You Think”         | 4:41    |
| 2.  | „Skjend Hans Lik”                    | 5:07    |
| 3.  | „The Well of All Human Tears”        | 5:36    |
| 4.  | „Put to Sleep Like a Sick Animal!!!” | 4:52    |
| 5.  | „Hymne Til Døden (A Hymn to Death)”  | 3:51    |
| 6.  | „Ancient Spirits of the Underworld”  | 4:35    |
| 7.  | „Spill the Blood of the Lamb”        | 4:52    |
| 8.  | „One With the Earth”                 | 3:14    |
| 9.  | „Christian Incoherent Drivel”        | 3:41    |
| 10. | „The Old House on the Hill”          | 2:51    |
| 11. | „Nekrophiliac/Anthropophagus Maniac” | 4:12    |
| 12. | „Cold Murderous Music”               | 3:50    |
|     |                                      | 51:22   |

## Twórcy
Opracowano na podstawie materiału źródłowego.
- R. Nattefrost - śpiew, gitara
- Vrangsinn - gitara basowa
- Terje Vik "Tchort" Schei - gitara
- Anders Kobro - perkusja